# لي سونغ
لي سونغ هو لاعب غولف كوري الجنوبي، ولد في 16 يناير 1980.

## وصلات خارجية
- لي سونغ على موقع رابطة لاعبي الغولف المحترفين (الإنجليزية)
- لي سونغ على موقع رابطة أوروبا للاعبي الغولف المحترفين (الإنجليزية)
- لي سونغ على موقع رابطة اليابان للاعبي الغولف المحترفين (الإنجليزية)